# Saša Matić
Saša Matić, cyr. Саша Матић (ur. 26 kwietnia 1978 w Drvarze) – piosenkarz serbsko-bośniacki. Brat bliźniak Dejana Maticia. Obaj są od urodzenia niewidomi.

## Życiorys
Podczas wojny w Bośni razem z rodziną przeniósł się do Belgradu, tam młody Saša uczęszczał do szkoły muzycznej. W Zemunie ukończył szkołę średnią i wyższą dla osób niewidomych. Od małego chodził na koncerty serbskiej grupy rockowej Riblja Čorba oraz serbskiego wokalisty folkowego Halida Bešlicia. Przez 3 lata pracował w klubie Španac w Belgradzie.

## Kariera
Jego kariera wokalna rozpoczęła się w dniu 8 marca 1994, kiedy to został wybrany, aby zaśpiewać w klubie studenckim piosenkę Zajdi, zajdi Ratko Jovanovicia. Jego pierwszy album ukazał się 15 marca 2001.

### Dyskografia
- 2001: Maskara
- 2002: Kad ljubav zakasni
- 2003: Zbogom ljubavi
- 2005: Anđeo čuvar
- 2008: Poklonite mi nju za rođendan

### Hity
- Masakra / Маскара (2001)
- Неке птице никад не полете / Neke ptice nikad ne polete (Niektóre ptaki nigdy nie polecą)
- Кад љубав закасни / Kad ljubav zakasni (Gdy miłość się spóźni)
- Рузмарин / Ruzmarin (Rozmaryn)
- Ко те љуби ових дана / Ko te ljubi ovih dana (Kto cię całuje w te dni)